# Anapski (Krymsk, Krasnodar)
Anapski (del ruso: Анапский) es un jútor del raión de Krymsk del krai de Krasnodar, en Rusia. Está situado a orillas del río Nepil, afluente del río Adagum, afluente por la izquierda del río Kubán, en las inmediaciones de su delta, 25 km al noroeste de Krymsk y 96 km al oeste de Krasnodar. Tenía 448 habitantes en 2010
Pertenece al municipio Keslerovskoye.